# Waldkirche
Waldkirche (Waldkapelle) steht für ein Kirchengebäude, das im Wald oder am Waldrand steht. Frühere Waldkirchen waren namengebend für zahlreiche Siedlungen, siehe Waldkirch oder Waldkirchen. 
Während Waldkapellen eher im katholischen Bereich beheimatet sind, ist der Kirchenbautyp vor allem noch im evangelischen Bereich verbreitet, die dann häufig auch als Waldkirche bezeichnet werden.
Auch der Wald selbst kann zum Gottesdienst- oder Kirchenraum werden. So wird in Lobetal ein Open-Air-Versammlungsort im Wald, in dem auch Gottesdienste gefeiert werden, „Waldkirche“ genannt. Auch bei der Pfingsttagung in Bobengrün finden Gottesdienste im Wald statt.

## Liste bekannter Waldkirchen und -kapellen

### Deutschland
- Maria Eich, Baden-Württemberg
- Waldkapelle Hamberg, Baden-Württemberg
- Waldkapelle (Külsheim), Baden-Württemberg
- Waldkirche (Lenggries), Bayern
- Waldkapelle Oberberghausen, Bayern
- Waldkirche (Planegg), Bayern
- Waldkapelle St. Johann und Paul, Schönau am Königssee, Bayern
- Waldkirche (Berlin-Heiligensee)
- Waldkapelle Zum anklopfenden Christus, Berlin, Bezirk Treptow-Köpenick
- Waldkirche (Hausen), Hessen
- Kirche Bansin, Mecklenburg-Vorpommern
- Kirche im Walde, Heringsdorf, Mecklenburg-Vorpommern
- St.-Johannis-Kirche (Sassnitz), Mecklenburg-Vorpommern
- Waldkirche Norderney, Niedersachsen
- Arenbergische Waldkapelle, Nordrhein-Westfalen
- Waldkapelle (Rheinbach), Nordrhein-Westfalen
- Waldkapelle (Kaisersesch), Rheinland-Pfalz
- St.-Josefs-Kapelle (Muhl) (Nationalparkkirche), Rheinland-Pfalz
- Waldkirche Magdeburgerforth, Sachsen-Anhalt
- Waldkirche Silberhütte, Sachsen-Anhalt
- Waldkirche (Timmendorfer Strand), Schleswig-Holstein
- Waldkapelle (Neustadt), Thüringen

### Italien
- Waldkapelle (Sexten), Südtirol

### Österreich
- Maria-im-Walde-Kirche (Dolina), Kärnten
- Waldkirche (St. Aegyd), Niederösterreich
- Waldkapelle Hinteranger, Oberösterreich
- Waldkapelle Stuhlfelden, Land Salzburg

## Weiteres
„Waldkirchlein“ steht für
- Gölkkapelle, Steiermark

- Das Waldkirchlein, Buch von David Spangler (The Little Church)